# Jay Moriarity
Jay Moriarity (16 juin 1978-15 juin 2001) était un surfeur de Santa Cruz en Californie aux États-Unis. Surfeur accompli à l'esprit aventurier, il a fait sa réputation en surfant sur la vague Mavericks dans Half Moon Bay, Californie. À 16 ans il est devenu célèbre lorsque son premier essai sur le spot de surf dit « Mavericks ». Il a été filmé et a fait la couverture de Surfer Magazine au sommet de la vague. Jay est reconnu comme un surfeur dans l'âme et son esprit sportif lui permit de gagner plusieurs prix pendant sa courte carrière.

## Biographie
Né en Georgie en 1978, Jay et sa famille déménagent en Californie à Santa Cruz peu de temps après sa naissance. Son père était un béret vert parachutiste et surfeur, qui a appris à son fils à surfer quand il avait seulement 9 ans. Il a immédiatement pris goût à ce sport et est devenu un surfer très respecté de Santa Cruz.
Ne se limitant pas à une seule planche de surf il est connu pour être un surfeur très polyvalent qui apprécie tous les aspects de ce sport. Cette appréciation est enracinée dans un amour de l'océan, vu dans ses réalisations en tant que nageur, rameur, plongeur et pêcheur. Réussir dans le surf est une priorité et il s'intéresse de plus en plus à Mavericks. Ces vagues peuvent atteindre plusieurs mètres au nord de Santa Cruz dans Half Moon Bay. Après un entraînement physique et mental intense avec son mentor et ami proche Hesson Frosty, il a commencé le surf sur Mavericks dès 16 ans, et est rapidement devenu un habitué respecté.
En 2001, Moriarity coécrit un livre avec Chris Gallagher intitulé The Ultimate Guide to Surf. Le film Chasing Mavericks est réalisé en 2012 par Curtis Hanson et c'est Jonny Weston qui interprète de rôle de Jay Moriarity. Un livre intitulé Making Mavericks rédigé par le mentor de Moriarity, Hesson Frosty, est également publié en octobre 2012.
Moriarity, qui s'est marié avec Kim, est décédé un jour avant son 23e anniversaire le 15 juin 2001, dans l'océan Indien au large de la côte de la Lohifushi, une île des Maldives, se noyant dans un accident de plongée. Il est allé plonger en apnée seul mais n'a pas été vu après. Un groupe de recherche a récupéré son corps le vendredi soir suivant.